# Elberfelder Weberaufstand 1783
Der Elberfelder Weberaufstand 1783 ereignete sich in Elberfeld, das seit 1929 ein Stadtteil Wuppertals ist.

## Geschichte

### Ausgangslage
Im Jahr 1527 verlieh Herzog Johann III. von Jülich-Kleve-Berg den Bewohnern der Freiheit Elberfeld und den Barmern das Privileg der Garnnahrung, also das ausschließliche Recht im Herzogtum Berg, Garne und Tücher zu färben, zu weben und zu wirken. Dadurch erlangten Elberfeld und Barmen ihre Bedeutung als Textilstädte und kamen zu Wohlstand. Die in den Ämtern Elberfeld und Beyenburg im Herzogtum Berg ansässigen Weber bekamen 1738 vom Fürst Karl Theodor die Erlaubnis, sich zu einer Zunft zusammenzuschließen.:S. 433 Der Zunft gehörten anfänglich rund 300 Mitglieder an; sie hatte vor allem die Funktion, erträgliche Arbeits- und Lohnbedingungen sicherzustellen.:S. 433
Nach einer Statistik des Hofkammerrates Friedrich Heinrich Jacobi standen 1773/74 in Elberfeld und Barmen 100 Garnbleichereien, 2000 Bandwebstühle, 200 Leinenwebstühle und 1500 Siamosen-Webstühle. Daraus lässt sich eine Zahl von rund 10.700 Arbeitern schätzen.:S. 433

### Weberaufstand
Der Konflikt, der in den Weberaufstand mündete, begann 1781. Der Streit, der primär von den Leinewebern getragen wurde, brachte große Unruhe ins ganze Tal. Die Weberzunft war 1781 auf rund 1100 Meister angewachsen. Dadurch waren die Löhne geringer geworden, und die Überlegenheit der Textilkaufleute stieg. Dazu hatten die Kaufleute eine Vereinbarung getroffen, dass die Löhne überall gleich hoch sein sollten – es zahlte also keiner mehr als der andere. In beiden Lagern war die Stimmung gereizt, es kam zu einem offenen Aufruhr, als von Seiten der Kaufleute einzelne Webarbeiten beanstandet wurden. Als Sprecher der Kaufmannschaft fungierte der Elberfelder Johann Gottfried Brügelmann, der am Hofkamp ansässig und Mitglied des Stadtrats war. Mit seiner temperamentvollen Art, den Aufständischen entgegenzutreten, lud er den besonderen Zorn der Leineweber auf sich. Zuvor hatte er ein ihm vorteilhaftes Urteil gegen mehrere Leineweber erlangt.
Der Höhepunkt des Weberaufstandes bestand darin, dass mehrere hundert Leineweber das Elberfelder Rathaus am 5. Februar 1783 besetzten. Sie beschimpften den Magistrat und zerrissen Papiere und Bescheide des Stadtsyndicus Schnabel. Der Elberfelder Magistrat musste daraufhin das Rathaus verlassen, sie riefen die Landeshauptstadt Düsseldorf zur Hilfe, die den Aufruhr am folgenden Tag mit militärischer Hilfe beendete und die Ordnung wiederherstellte. Dazu wurde ein Militärkommando von 300 Infanteristen und 80 Dragonern entsandt. Bei ihrem Rückzug wurden 50 Webermeister in Haft nach Düsseldorf mitgenommen, nach ihrer Entlassung hatten die Beschuldigten die Kosten für Militär und Gerichtsverfahren zu tragen.
Die Weberzunft wurde nach diesen scharfen Konflikten und gewaltsamen Auseinandersetzungen auf Geheiß der Landesregierung im Dezember aufgelöst:S. 433 und die Rädelsführer wurden bestraft.

### Nachwirkungen
Johann Gottfried Brügelmann gründete im selben Jahr mit der Textilfabrik Cromford die erste Textilfabrik auf dem europäischen Festland und ist damit einer der Wegbereiter der Industriellen Revolution. Die Fabrikgründung erfolgte in der Honschaft Eckamp im Amt Angermund am Rande von Ratingen, fern der Elberfelder Weber. Ihm wurde oft nachgesagt, dass er seiner Vaterstadt den Rücken wandte, weil sie ihm nach diesen unangenehmen Zwischenfällen verleidet gewesen sei. Seine Beweggründe lagen aber mehr noch darin, dass er sich von den Bindungen der Garnnahrung befreien und eine Fabrik nach englischem Vorbild errichten wollte.